# 나이탄 난데스
나이탄 미첼 난데스 아코스타(스페인어: Nahitan Michel Nández Acosta, 1995년 12월 28일, 우루과이 푼타델에스테 ~ )는 우루과이의 축구 선수로, 현재 세리에 A의 칼리아리 소속이다.